# Die seltene Gabe
Die seltene Gabe ist ein Jugendroman von Andreas Eschbach. Der Roman erschien im Januar 2004 bei Arena.
In dem Buch geht es um den jungen Franzosen Armand, der telekinetische Fähigkeiten besitzt und auf seiner Flucht vor dem französischen Geheimdienst die gleichaltrige Marie kennenlernt. Der Roman wurde im Februar 2006 mit dem LesePeter ausgezeichnet.

## Inhalt
Der Junge Armand Duprée ist ein Telekinet, dessen Gabe seit seiner Kindheit trainiert wird, um sie später für das Militär einsetzen zu können. Als Armand dies im Alter von 17 Jahren klar wird, flüchtet er aus dem Forschungszentrum in Frankreich, in dem er seit seiner Kindheit lebt, über die deutsche Grenze. Auf seiner Flucht versteckt er sich im Haus der gleichaltrigen Marie, deren Eltern auf einer zweiwöchigen Karibikreise sind. Er klaut Maries Haushaltsgeld und zwingt sie, ihn als Geisel zu seinem Schutz vor der Polizei zu begleiten. Er demonstriert seine Fähigkeit, indem er eine Vase zerplatzen lässt. Angesichts seiner Drohung, dies auch mit Maries Kopf anstellen zu können, ergibt sie sich ihrem Schicksal.
Erst zu Fuß aus dem abgesperrten Gebiet und später mit dem Bus flüchten sie zunächst aus der nicht näher benannten schwäbischen Kleinstadt in Richtung Stuttgart. Während der Flucht erzählt Armand, dass er sich besonders vor einem Jungen namens Pierre in Acht nehmen muss, da dieser aus demselben Institut komme und dessen Fähigkeit es sei, Gedanken zu lesen. In Stuttgart angekommen, treffen sie prompt auf Pierre. Als sich für Sekundenbruchteile ihre Blicke kreuzen, reagiert Armand. Bevor Pierre ihn verraten kann, drückt er dessen Schlagader ab, wodurch dieser sofort bewusstlos wird.
Auf der weiteren Flucht lernen sich Marie und Armand kennen und Marie muss sich eingestehen, dass Armand trotz seiner telekinetischen Kräfte ein ganz normaler Junge ist, der ihr sogar sympathisch ist, gleichzeitig aber auch Leid tut.
Als sie den Bahnhof erreichen, kaufen sie sich von Maries letztem Geld zwei Tickets nach Dresden. Kurz bevor sie in den Zug einsteigen können, werden sie von der Polizei entdeckt. Durch die gleiche Methode, mit der Pierre ausgeschaltet wird, entkommen sie auch dieser Situation, und mit einem anderen Zug als geplant verlassen beide den Bahnhof. Obwohl Marie während der Flucht vor der Polizei Armand mühelos hätte verlassen können, bleibt sie bei ihm, was Armand überrascht. Am späten Abend gelingt es ihnen, durch einen Umweg über einen stillgelegten Nebenbahnhof den Schnellzug nach Dresden zu erreichen, indem Armand diesen auf offener Strecke mit seiner Telekinese anhält. Bei der Überprüfung dieses Vorfalls werden die beiden von einem Zugbegleiter entdeckt. Im Glauben, zwei ausgestiegene Passagiere vor sich zu haben, beordert er sie mit dem Hinweis in den Zug, dass dies noch kein regulärer Ausstieg sei.
Nach einigen Stunden Fahrt werden sie von Julien, einem Sicherheitsmitarbeiter des Instituts, im Abteil überrascht. Als Marie und Armand eingeschlafen sind, injiziert Julien Armand eine als Antipsych bezeichnete Flüssigkeit, die dessen Fähigkeiten temporär ausschaltet. Marie wird wach und versucht Armand zu befreien. Armand schafft es mit letzter Kraft, per Telekinese eine Zugtür zu öffnen, und gemeinsam stoßen sie Julien aus dem fahrenden Zug.
Durch die geöffnete Tür wird im Zug ein Alarm ausgelöst und der Zug verlangsamt sich. Da sich die beiden nun gezwungen sehen, vor dem Zugpersonal zu fliehen, betätigt Marie die Notbremse, und noch bevor der Zug zum Stehen kommt, springen sie aus der Türe.
In der Nacht laufen die beiden zusammen fort, werden von Suchhunden und einem Helikopter verfolgt, können sich aber in einem Gebüsch verstecken. Als Regen einsetzt, finden sie ein verlassenes Schreberhäuschen, welches seit Jahren unbewohnt wirkt, und beschließen, dort die Nacht zu verbringen.
Am nächsten Morgen wird Marie von lauten Geräuschen geweckt, als mehrere Männer dabei sind, Armand zu überwältigen. Weil Marie und Armand kaum bekleidet im selben Bett entdeckt werden, befragt der Befehlshaber der mutmaßlichen Geheimdienstgruppe sie, ob beide miteinander geschlafen hätten, denn Armands Fähigkeit könnte bei einer möglichen Schwangerschaft Maries vererbt werden. Marie antwortet, dass es ihn nichts anginge. Beide werden im selben Auto weggefahren und erfahren, dass der Telepath Pierre Maries Gedanken lesen konnte und dass diese auf dem Marsch zur Hütte an Armand denken musste. Die Geheimdienstler versuchen, zwischen den beiden Jugendlichen Zwietracht zu säen. So behaupten sie, Marie hätte ihr Handy absichtlich benutzt, um die Verfolger auf sie aufmerksam zu machen. Beiden wird klar, dass versucht werden soll, die aufkeimende Beziehung der beiden zu zerstören, um Armand zu einer freiwilligen Rückkehr in das Institut zu bewegen, da seine erneute Flucht abzusehen wäre. Im Auto gelingt es Marie, dem Wächter neben ihr ihre Parfüm-Flasche ins Gesicht zu schütten. Als dieser vor Schmerz nicht mehr auf Armand achten kann, nutzt dieser den Augenblick, um aus dem Auto zu springen und in der Menschenmenge unterzutauchen. Weil Marie nicht mehr von Nutzen ist, nicht grundlos festgehalten werden kann und außerdem keine Gefahr darstellt, da man ihre Geschichte sowieso nicht glauben würde, wird sie später von einem MAD-Mitarbeiter zum Bahnhof gebracht und darf mit dem Zug nach Hause fahren.
Nach einem Jahr bekommt Marie während des Unterrichts einen Anruf von Armand, der sich bei ihr bedankt, dass sie ihm bei der Flucht geholfen hat. Er erzählt ihr, dass er sich in einem anderen Land versteckt, wo er Arbeit gefunden hat und unbesorgt leben kann.
Nach bestandener Abitur- und Führerscheinprüfung folgt sie Armand in dieses Land, um bei ihm zu leben.

## Aufbau
Der Roman ist aus der Sicht von Marie geschrieben, der 17-jährigen Protagonistin des Romans. Eschbach schreibt den Roman in der Ich-Form, indem er Marie über ihre gemeinsamen Erlebnisse mit Armand berichten lässt. Die Ereignisse erstrecken sich über den Zeitraum eines Nachmittags, beginnend, als Marie mit dem Fahrrad von einer Schulfreundin aus nach Hause fährt und unterwegs an jeder Ecke Polizei entdeckt. Der Roman endet am nächsten Mittag, nachdem Armand geflohen ist und Marie nach Hause gefahren worden ist.

## Rezension
Der Roman wurde in der Kritik positiv aufgenommen. Besonders hervorgehoben wird der Umstand, wie mit der Andersartigkeit des Franzosen Armand umgegangen wird. Die Sicht Maries teilend soll der Leser mit ihr fühlen und auch ihre Angst teilen vor den Kräften Armands, die er mehrfach demonstriert. So lässt er eine allein dastehende Vase mit Ankündigung zerspringen und behauptet, dass er das mit Maries Kopf ebenfalls machen könnte. Zu diesem Zeitpunkt schreibt sie von sich noch als Geisel, benutzt den Ausdruck später aber nicht mehr. Im Verlauf der Handlung findet sich Marie mit Armands Fähigkeiten ab und beginnt ihn als normalen Menschen zu akzeptieren. Als am Ende versucht wird, beide gegeneinander aufzubringen, stellt sie sich auf seine Seite und verhilft ihm sogar zur Flucht.
In einer Rezension der Frankfurter Allgemeinen Zeitung schrieb Elena Geus, dass der Roman „perfekt in seiner Dramaturgie und rasant erzählt“ sei, allerdings auch, dass „die moralische Dimension in seinem Roman ein wenig zu groß geraten ist“. So wird kritisiert, dass gegenüber der Idee, Menschen mit einer besonderen Gabe für militärische Zwecke einzusetzen, die Diskussion um die Entmenschlichung Armands zu wenig Platz eingeräumt bekomme. Außerdem wird das Ende als zu abrupt bezeichnet. Laut Geus wirkt es, als wäre Eschbach „von seinem eigenen Tempo die Puste ausgegangen“.
Der Roman wurde 2006 mit dem LesePeter Februar ausgezeichnet.

## Ausgaben
Erschienen:
- Januar 2004 bei Arena, Würzburg. 247 Seiten, gebunden. ISBN 3-401-05461-9
- Juni 2006 bei Bastei Lübbe, Bergisch Gladbach. 205 Seiten, Taschenbuch. ISBN 3-404-24348-X